# Hedge fond
Hedge fond (iz eng. to hedge [hɛdʒ] „osigurati“) su posebna vrsta investicijskih fondova. Instrumenti hedge fondova su u pravilu ročni poslovi s vrijednosnim papirima poput ročnice (eng. futures) i opcija. 

## Vanjske poveznice
- Limun.hr  Arhivirana inačica izvorne stranice od 17. listopada 2011. (Wayback Machine)